# Худобин, Александр Иванович
Алекса́ндр Ива́нович Худо́бин (7 октября 1910, Сердобск, Саратовская губерния — 27 сентября 1999, Сердобск, Пензенская область) — советский, российский педагог; заслуженный учитель РФ, почётный гражданин Сердобска. Автор пособий для учителей математики.

## Биография
Окончил Сердобскую среднюю школу, затем педагогический техникум в Балашове. Работал в Ртищево, Саратове. Участвовал в Великой Отечественной войне, прошёл через фашистские лагеря. В 1948 окончил Пензенский учительский институт (Пензенский государственный педагогический университет им. В.Г. Белинского). Много лет преподавал математику, физику, астрономию в Сердобской средней школе № 1. Воспитал плеяду выдающихся специалистов, дав великолепное базовое образование, позволившее выпускникам Сердобской школы № 1 поступить в лучшие ВУЗы СССР.
Им написаны и изданы учебники по математике, алгебре, тригонометрии, по которым учились во всех школах СССР. Александр Иванович награждён многими Почётными грамотами ГорОНО, ОблОНО, ГК КПСС, издательством «Просвещение», обществом «Знание» и РК ДОСААФ, а также различными медалями и знаками.
Решением горисполкома № 243 от 03.09.1987 г. ему присвоено звание «Почётный гражданин города Сердобска». Умер 27.09.1999 года. Похоронен на городском кладбище г. Сердобска.

## Награды
- Заслуженный учитель РФ
- Почётный гражданин Сердобска
- Медаль имени Н. К. Крупской
- Орден Отечественной войны[1]

## Семья
- Брат — Николай Иванович (22 февраля 1913, Сердобск — 25 октября 1994, Саратов), педагог. Окончил Саратовский университет, преподавал в средних школах Ртищево, Саратова. Участник Великой Отечественной войны.
- Жена — Анна Ефимовна (11 июня 1924, Сердобск — 19 марта 2011, Сердобск), педагог, заслуженный учитель школы РСФСР, почётный гражданин Сердобска. Окончила в Сердобске школу № 6, педагогическое училище. В 1941—1978 годах преподавала в школе средней Мещерского и Сердобской средней школе № 2. Избиралась депутатом городского Совета, вела занятия в университете для родителей по начальным классам.

## Ученики
- В. Н. Полухин

## Публикации
- Худобин А. И., Худобин Н. И. Сборник задач по тригонометрии. — М., 1954, 1955, Киев, 1959.
- Худобин А. И., Худобин Н. И. Сборник задач по алгебре и элементарным функциям. — М., 1966, 1970, 1973.